# Kropfbach (Haslochbach)
Der Kropfbach, oder auch Klosterbach, ist ein rechter Zufluss des Haslochbachs in den unterfränkischen Landkreisen Miltenberg und Main-Spessart im bayerischen Spessart.

## Geographie

### Verlauf
Die Quelle des Kropfbachs befindet sich eigentlich in einem kleinen Teich im Hochspessart zwischen dem Querberg (567 m ü. NHN) und der Hockenhöhe (558 m ü. NHN). Dort umfließt der Bach den Berg Kropfschnabel (550 m) Richtung Südosten. Dieser Oberlauf liegt jedoch die meiste Zeit im Jahr trocken. 
Das Bachbett führt dann erst ab den Weihern am Forsthaus Kropfbrunn wieder Wasser. Entlang des Kropfberges (488 m ü. NHN) verläuft er vorbei am Hasenstabkreuz zum Kloster Grünau. Dort fließt ihm zeitweise der Klingenwiesengraben zu. An der Markuskapelle mündet der Kropfbach von rechts in den Haslochbach.

### Zuflüsse
- Klingenwiesengraben (links)

## Hasenstabkreuz

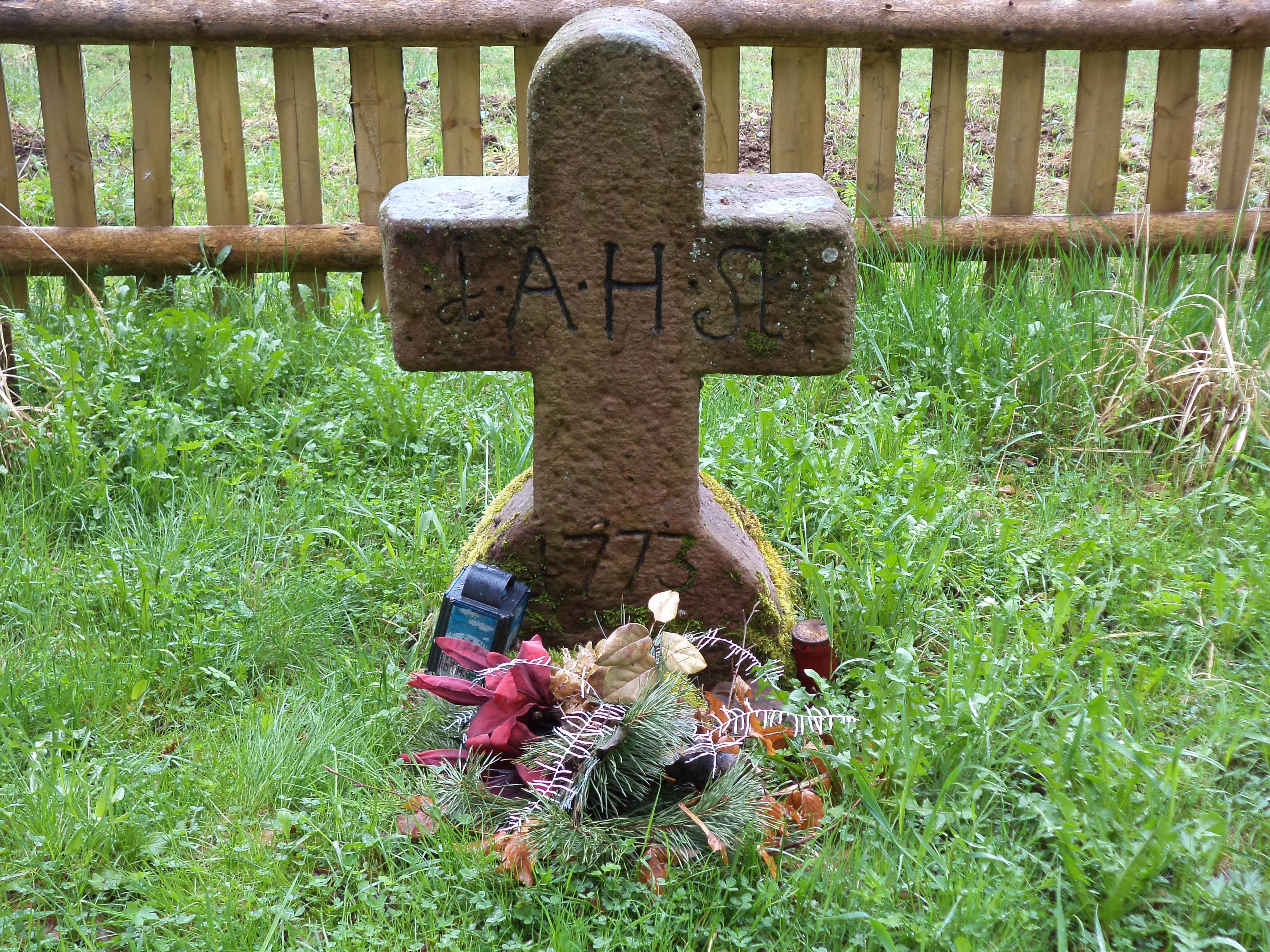
Hasenstabkreuz

Das aus rotem Sandstein errichtete Hasenstabkreuz (Lage) im Kropfbachtal trägt die Initialen JAHst und die Jahreszahl 1773. 
Dort wurde der Erzwilddieb Johann Adam Hasenstab am 3. Juni 1773 in einen Hinterhalt gelockt und vom Kurmainzer Forstmeister Johann Sator aus Bischbrunn erschossen.